# Prothema exclamatione
Prothema exclamatione es una especie de escarabajo longicornio del género Prothema, tribu Prothemini, subfamilia Cerambycinae. Fue descrita científicamente por Pesarini & Sabbadini en 1999.
La especie se mantiene activa durante los meses de mayo y julio.

## Descripción
Mide 13 milímetros de longitud.

## Distribución
Se distribuye por China.